# 니더바이에른현

니더바이에른을 강조한 바이에른 지도

니더바이에른현(독일어: Niederbayern)은 독일 바이에른주 동부에 위치한 현(Regierungsbezirk)이다. 면적 10,329.87 km2, 인구 1,189,194 (2011), 인구 밀도 120/km2. 현도는 란츠후트.
바이에른주 중동부에 위치한다. 도나우강 유역 지역이다. 오랫동안 바이에른의 일부로 이어져 왔으며 현재의 현은 1837년 바이에른 왕국 당시 왕국의 한 주인 니더바이에른으로 형성된 것에서 유래한다. 9개 군(Landkreise), 3개 시(Kreisfreie Städte)로 구성되어 있다.

## 하위 행정 구역

### 군(Landkreise)
1. 데겐도르프군(Landkreis Deggendorf)
2. 딘골핑란다우군(Landkreis Dingolfing-Landau)
3. 프라이웅그라페나우군(Landkreis Freyung-Grafenau)
4. 켈하임군(Landkreis Kelheim)
5. 란츠후트군(Landkreis Landshut)
6. 파사우군(Landkreis Passau)
7. 레겐군(Landkreis Regen)
8. 로탈인군(Landkreis Rottal-Inn)
9. 슈트라우빙보겐군(Landkreis Straubing-Bogen)

### 시(Kreisfreie Städte)
1. 란츠후트 시(Landshut)
2. 파사우 시(Passau)
3. 슈트라우빙 시(Straubing)